# Буга-Тимур
Буга-Тимур (*д/н — 1282) — 9-й хан Чагатайського улусу в 1272—1282 роках.

## Життєпис
Походив з династії Чингізидів. Син Кадакчі сечен-оглана, сьомого сина Чагатая, хранителя Великої Яси. Про дату народження та молоді роки нічого невідомо. Був прихильником хана Хайду. Останній у 1272 році у зв'язку заколотом хана Негу-бея спрямував війська на чолі із Буга-Тимуром проти нього. Останній доволі швидко переміг суперника, який невдовзі загинув. За це Хайду поставив Буга-Тимура новим ханом Чагатайського улусу.
Того ж року в межі держави вдерлися війська хулагуїдів на чолі із ільханом Абакою, який захопив Мавераннахр, а 29 січня 1273 року захопив Бухару (завдяки зраді сановника Тадж ад-Діна), де протягом 7 днів все було розграбовано та спалено. 
Під час військової кампанії проти ільхана Буга-Тимур зазнав поранення, від яких з 1374 року став хворіти. Внаслідок цього знову почали бунтувати родичі колишніх ханів Алгу і Барак-хана на чолі із Чутаєм та Дувою. Водночас місцеві військовики та намісники вбилися у більшу силу через послаблення центрального уряду. В результаті на кінець правління Буга-Тимура у Семиріччі та Мавераннахрі панував розгардіяш. З 1274 року в Мавераннахрі володарем став Дува, сина барак-хана. Поступово він поширив володіння на східну частину улусу. На 1278 року Хайду розглядав Дуву як фактичного співволодаря Буга-Тимура.
Помер Буга-Тимур у 1282 році. Замість нього ханом став Дува.